# ヤマキヌバネドリ
ヤマキヌバネドリ（学名：Harpactes oreskios）はキヌバネドリ科アジアキヌバネドリ属に分類される種。

## 分布
ミャンマー、ベトナム、ジャワ島、カリマンタン。

## 形態
体長約30cm。

## 生態
食性は動物食。地上や木の枝、空中の虫を捕食する。
繁殖形態は卵生。一度に2-3個(稀に4個)の卵を産む。卵はクリーム色で、大きさは約25-28×20-23mm。枯れ木に掘った洞に直接産卵する。